# Indus News
Indus News é um canal de notícias internacionais paquistanês de língua inglesa veiculado pelo satélite Paksat 1R e por streaming, parte do conglomerado Aap Media Network, do empresário Aftab Iqbal.